# You are an idiot
you are an idiot（ユー アー アン イディオット）は、ブラウザクラッシャーサイト（ブラクラ）の一種であり、ジョークプログラムである。分類はW32/Cisum.A。

## 概要
ウェブで検索したり、そのURLを入力してサイトにアクセスすると「you are an idiot」という文章と、その下に笑顔の丸い顔が3つ表示され、これらが白黒に点滅を繰り返す。同時に「you are an idiot! ha haha ha ha ha haaa! ah hahaha haa!」と合唱のような音声ファイルが再生される（Flashを用いているため、非対応環境では正しく表示・再生されない）。　　　　　　　
ウィンドウを小さくするとこれらが画面を大量に跳ね回りながら増えていき、数分後に画面全体が見えなくなる。また、1つでもウィンドウを閉じるとウィンドウがねずみ算式に増え、パソコン環境によっては処理しきれずにフリーズしてしまうことがある。再生される音声とポップアップウィンドウの内容が非常に過激なため、精神的ブラクラと言われるが、構造からはどちらにしても、ウィンドウ無限表示型ブラクラの一種となる。
2022年現在、本来のウェブサイトは消滅しているが、模倣サイトが存在しており（なお当該サイトは2021年にFlashのサポートが終了した際にプログラムをFlash不使用のものに変更している）、Googleなどの検索エンジンでもヒットする状態である。
サイト内でループ再生されている「you are an idiot! ha haha ha ha ha haaa! ah hahaha haa!」の音声は、アメリカのラジオパーソナリティーRick Deesが1984年に発表したアルバム『Put It Where the Moon Don't Shine』に収録された『CANDID PHONE‘‘dog Funeral‘‘』に含まれる終了ジングルをそのまま流用し、再生されている。

## 危険性と脱出方法
亜種としては、トロイの木馬として発動しバックドアをしかけ、パソコンが起動すると同時にこのブラクラを表示するウイルスも存在する。
脱出するには、他のブラクラと同様にタスクマネージャでブラウザのプロセスを終了すればよい。前述の亜種の中にはタスクマネージャーを利用不可能にするものもある。そのときはWindowsの場合はコマンドプロンプトでtaskkillコマンドを利用する、UNIX系の場合はkillコマンドで対処する。あるいはAltを押しながらF4を連打すれば解決できる。
また、Macの場合はcommand+option+escで強制終了すれば解決できる。
Chromebookの場合ctrlを押しながらwを連打する。又はこれでも対処できない場合は電源ボタンを長押しし再起動してタブを復元しなければならない。